# 吴光宇 (军人)
吴光宇（1940年—），江苏泗洪人，中国人民解放军将领、中国人民解放军中将。
毕业于中國人民解放軍空軍指揮學院。1993年，接替林基贵，担任济南军区空军司令员。1994年，由韩瑞阶接任。1994年，授中国人民解放军中将军衔。